# Kleinklenau
Kleinklenau ist ein Gemeindeteil der Kreisstadt Tirschenreuth in der Oberpfalz. Das Dorf liegt zwei bis drei Kilometer nördlich von Tirschenreuth im Stiftland. Es gehörte zur Gemeinde Großklenau, die im Zuge der Gebietsreform in Bayern am 1. Januar 1978 in die Kreisstadt Tirschenreuth eingegliedert wurde.
Der Ortsname könnte vom slawischen Wort „klenn“ (Ahorn) abgeleitet sein. Nach Kleinklenau ist eine Straße in Tirschenreuth benannt.